# Sammy Lee
Samuel ("Sammy") Peter Lee (Liverpool , 7 februari 1959) is een voormalig betaald voetballer uit Engeland, die speelde als middenvelder gedurende zijn carrière. Na zijn actieve loopbaan stapte hij het trainersvak in. Hij was onder meer (interim)trainer-coach van Bolton Wanderers.

## Clubcarrière
Lee speelde clubvoetbal in Engeland en Spanje voor onder meer Liverpool, Bolton Wanderers en CA Osasuna. Zijn grootste successen vierde hij bij Liverpool.

## Interlandcarrière
Lee speelde veertien keer voor het Engels voetbalelftal, en scoorde tweemaal voor de nationale ploeg in de periode 1982-1984. Onder leiding van bondscoach Bobby Robson maakte hij zijn debuut op 17 november 1982 in de EK-kwalificatiewedstrijd tegen Griekenland (0-3) in Saloniki. Hij nam in dat duel het derde en laatste doelpunt voor zijn rekening, nadat Tony Woodcock de score op 0-2 had gebracht.

## Erelijst
Liverpool
- Football League First Division

1982, 1983, 1984
- Charity Shield

1979, 1980, 1982
- League Cup

1981, 1982, 1983, 1984
- Europacup I

1981, 1984